# Vanessa terpsichore
Vanessa terpsichore is een vlinder uit de familie Nymphalidae, de vossen, parelmoervlinders en weerschijnvlinders. 

## Verspreiding en leefgebied
Deze soort komt voor in Chili.